# Кей Вортінґтон
Кей Вортінґтон (англ. Kay Worthington, 21 грудня 1959) — канадська академічна веслувальниця.
Олімпійська чемпіонка 1992 (розпашні четвірки без стернової), 1992 (вісімки) років, учасниця 1984, 1988 років.